# ألان كامبل (كاتب)
ألان كامبل (بالإنجليزية: Alan Campbell)‏ (و. 1971  م) هو كاتب إسكتلندي.

## التعليم
تعلم في جامعة إدنبرة.